# Пам'ять (оповідання, 1919)
Пам'ять (англ. Memory) — фантастичне оповідання американського письменника жахів і наукової фантастики Говард Лавкрафта, написане в 1919 році і опубліковане в травні 1923 року.

## Тема
«Пам'ять» використовує багато поширених у Лавкрафта образів та ідей, таких як реліквії глибокого минулого та речі «без імені». Крім того, його пристрасть до величезних монолітних руїн (улюблений образ багатьох інших письменників, які пишуть про Ктулху та жахи) очевидна в складному описі, що міститься в цій багатосторінковій розповіді.

## Сюжет
Події розгортаються у стародавній долині Нісу, у вкритих рослинністю кам'яних руїнах, детально описаних Лавкрафтом. Ці монолітні кам'яні брили тепер слугують лише для гнізд сірих жаб та змій. Подекуди серед руїн ростуть великі дерева, на яких мешкають маленькі мавпи. По дну цієї долини протікає велика, слизька червона річка Тан.

## Персонажі
У «Пам'яті» залучені лише два персонажі: «Джин, що переслідує місячні промені» та «Демон Долини». Джин запитує Демона, хто колись давно поклав каміння на місці нинішніх пустельних руїн біля річки Тан. Демон відповідає, що пам'ятає ім'я істот «ясно», але тільки тому, що їхнє ім'я римувалося з назвою річки: їх звали Люди. Він також «смутно» пам'ятає, що вони були схожі на маленьких мавп, які зараз стрибають по руїнах. Джин відлітає назад до своїх місячних променів, а Демон обертається, щоб у мовчазному спогляданні розглядати мавпу.

## Навіяння
Долина Ніс натхненна віршем Едгара Аллана По «Долина Ніса». Лавкрафт описує джина і демона з рисами магічного характеру, на кшталт Східних казок. Імовірно, джин ототожнюється з Місяцем, а Демон Долини з «Пам'яттю», однак, обидва персонажі є самобутніми, незалежно від фольклору, тому що вони знаходяться в Країні снів. Ім'я істот, які побудували палац, римується з назвою річки (англ. Than — Man), тому в українському перекладі річку називають «Дина» (римується з «Людина»).

## Паралелі
- В оповіданні «Фатум, що спіткав Сарнат» описані істоти, що зійшли з Місяця, які побудували місто Сарнат.
- В оповіданні «Поляріс» описано місто з мармуру та істот, які жили в набагато давніші епохи.
- В оповіданні «З позамежжя» згадуються істоти, які жили в стародавні епохи.